# Giro del Belvedere 2005
Il Giro del Belvedere 2005, sessantasettesima edizione della corsa e valida come evento dell'UCI Europe Tour 2005 categoria 1.2, si svolse il 25 marzo 2005 su un percorso di 153,7 km. Fu vinto dall'italiano Gianluca Coletta che terminò la gara in 3h42'00", alla media di 41,541 km/h.
Partenza con 167 ciclisti, dei quali 25 portarono a termine la gara.

## Ordine d'arrivo (Top 10)
| Pos. | Corridore                | Squadra         | Tempo    |
| ---- | ------------------------ | --------------- | -------- |
| 1    | Gianluca Coletta         | San Marco       | 3h42'00" |
| 2    | Gene Bates               | Zalf-Désirée    | a 6"     |
| 3    | Ashley Humbert           | Podenzano       | s.t.     |
| 4    | Harald Starzengruber     | Trevigiani      | s.t.     |
| 5    | Anders Lund              | Team GLS        | s.t.     |
| 6    | Matija Kvasina           | Perutnina Ptuj  | a 50"    |
| 7    | Miha Švab                | Adria Mobil     | s.t.     |
| 8    | Mattia Paolo Parravicini | Egidio-Unidelta | s.t.     |
| 9    | Maurizio Biondo          | GS 93           | a 1'15"  |
| 10   | Aristide Ratti           | Bottoli         | s.t.     |